# Монумент победы в Больцано
Монумент Победы — памятник в виде триумфальной арки в городе Больцано (Южный Тироль).
Арку Победы шириной 19 метров спроектировал архитектор Марчелло Пьячентини по приказу Бенито Муссолини. Она была возведена на месте прежнего австрийского памятника, снесённого в 1926—1927 годах. Постройка в фашистском стиле с характерными ликторскими топориками посвящена героям Первой войны, воевавшим на территории бывшей австрийской провинции Южный Тироль, аннексированной Италией после Первой мировой войны.
Памятник торжественно открыл 12 июля 1928 г. король Виктор Эммануил III вместе с несколькими представителями фашистского правительства.
Фасад украшает изречение на латинском языке: HIC PATRIAE FINES SISTE SIGNA / HINC CETEROS EXCOLVIMVS LINGVA LEGIBVS ARTIBVS (Здесь, на рубежах Отчизны, были поставлены знамёна; Отсюда мы обучали других языку, законам и искусствам).
В условиях итальянизации недавно присоединённых земель надпись рассматривалась как провокация со стороны немецкоговорящего населения Южного Тироля. Во время открытия памятника в Инсбруке, столице австрийского Тироля, состоялась протестная манифестация, собравшая около 10000 участников.
В октябре 1932 г. скандал в нацистской партии вызвало участие Теодора Эйке, который в то время скрывался от уголовного преследования в Италии, в церемонии празднования 10-летия похода на Рим у памятника; австрийские нацисты восприняли церемонию как оскорбление пангерманской идеи. В то же время Гитлер, стремившийся уже тогда к союзу с Муссолини, сделал всё, чтобы сгладить скандал.
С момента возведения Монумент Победы оставался камнем преткновения в отношениях между италоязычным и немецкоязычным населением. Несколько южнотирольских сепаратистских группировок попытались взорвать его в конце 1970-х годов, после чего памятник был окружён сеткой для предотвращения вандализма.
Совместное решение Министерства культуры Италии, правительства провинции Южный Тироль и муниципалитета Больцано позволило в 2014 году открыть здание для публики. В настоящее время в нём расположена постоянная выставка под названием Больцано '18 -'45: один памятник, один город, две диктатуры, посвящённая истории памятника в контексте фашизма и нацистской оккупации.
В 2016 году экспозиция заслужила специальный приз Европейского музея года за то, что позволила «вернуть в культурный оборот монумент с противоречивой репутацией».

## Внешняя ссылка
- Официальный сайт памятника (англ.) (итал.) (нем.)